# Turbocapitalisme
Turbocapitalisme o capitalisme depredador és un concepte polític depreciatiu per designar una economia de mercat sense cap restricció regulatòria. Condueix a una situació d'ultracompetitivitat per a la mà d'obra que crea un desequilibri de poder.

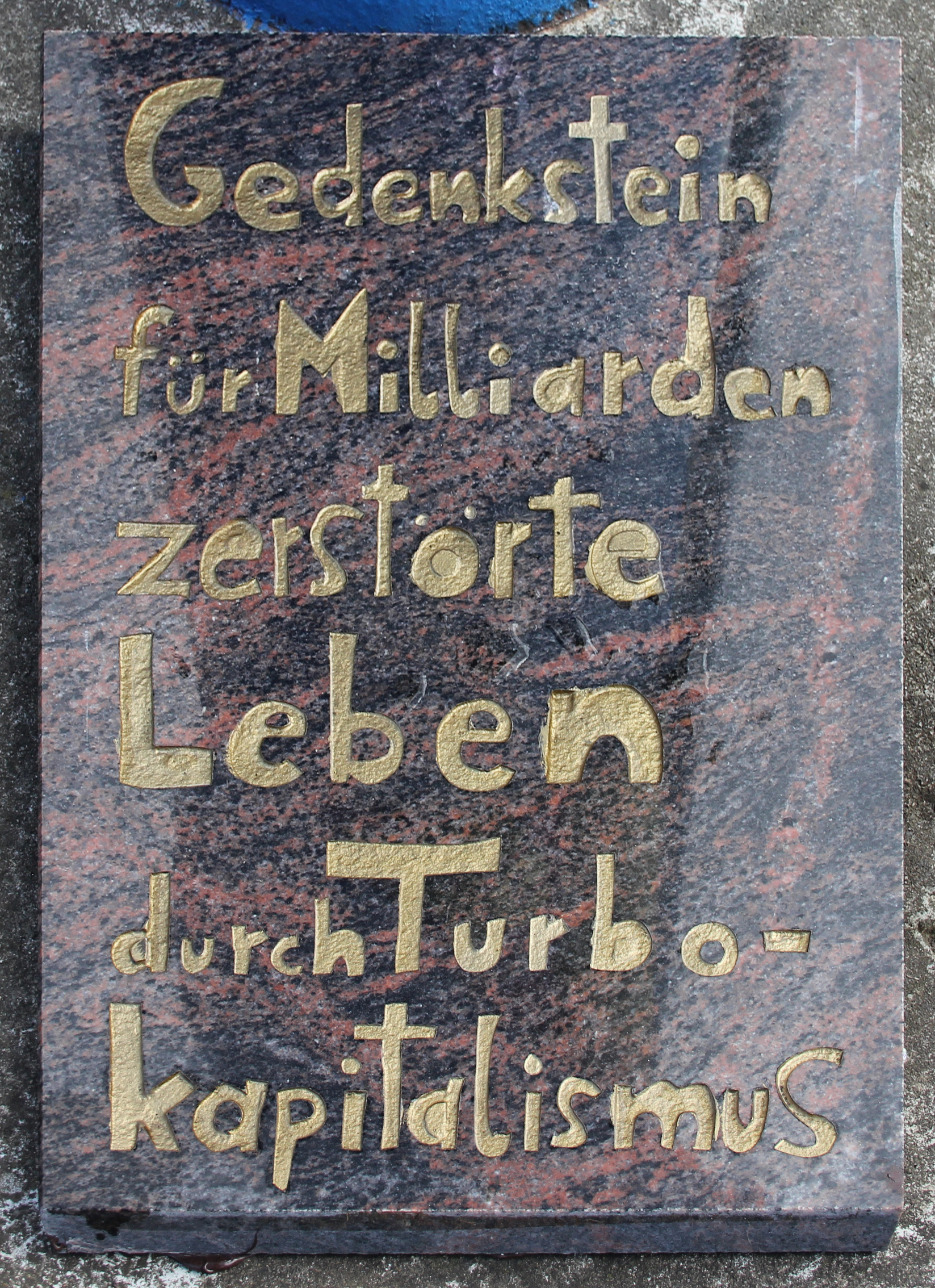
Làpida sepulcral a Berlín en memòria a «més mil milions de vides destruïdes pel turbocapitalisme»

La paraula anglesa turbocapitalism va ser utilitzada per primera vegada el 1999 per l'economista nord-americà Edward Luttwak del Center for Strategic and International Studies a Washington DC al seu llibre Turbo-Capitalism: Winners and Losers in the Global Economy (Turbocapitalisme: guanyadors i perdedors a l'economia mundial).
L'exbanquer de la Deutsche Bank Raphael Nagel, que va crear una fundació que ajuda persones sobre-endeutades a Barcelona no veu problemes amb el «capitalisme civilitzat» però sí en el capitalisme descontrolat i fora de lloc quan nou per deu transaccions financeres són especulatives i no tenen cap relació amb l'economia real. Per Nagel, la banca s'ha transformat en «monstre descontrolat». Veu el turbocapitalisme com un moviment que afavoreix els grans capitals que perujudiquen la societat amb una injustícia que conduirà al final de la mundialització. En la seva oposició als diners en efectiu, amb l'efecte que tots els diners es trobaran a la banca, el turbocapitalisme és una amenaça contra la llibertat personal com que totes les transaccions amb targeta es registren i emmagatzemen. A més, el món financer podria expropiar l'estalviador en imposar tipus d'interessos negatius – el que no és possible quan existeix l'alternativa del metàl·lic.